# Droit d'usage et d'habitation
Le droit d'usage et d'habitation (DUH) est le droit d'utiliser un bien immobilier, même si l'on n'en est pas le propriétaire.

## Droit français
- Droit d'usage et d'habitation (France)